# Courage C65
Pour les articles homonymes, voir Courage Compétition et Courage (homonymie).
La Courage C65 est une barquette de course en partie basée sur la Courage C60 et conçue par Courage pour concourir en catégorie LMP2 en Le Mans Series, American Le Mans Series et aux 24 Heures du Mans.
Elle a été utilisée pour la réalisation de la Mazda Furai, un concept car présenté par Mazda salon de Détroit en 2008.

## Palmarès
Toutes les victoires sont des victoires de classe dans la catégorie LMP2 et il faut noter qu'en 2004, cette voiture gagne tous les classements LMP2 de Le Mans Series.
- Le Mans Series
  - 4e et Vainqueur des 1 000 kilomètres du Mans 2003 avec Courage Compétition
  - Champion en 2004 avec Courage Compétition et en 2006 avec Barazi-Epsilon
  - Vainqueur des 1 000 kilomètres de Monza en 2004 avec PiR Compétition et en 2005 avec Paul Belmondo Racing
  - Vainqueur des 1 000 kilomètres du Nürburgring en 2004 avec Courage Compétition
  - Vainqueur des 1 000 kilomètres de Silverstone en 2004 avec Courage Compétition et en 2005 avec Paul Belmondo Racing
  - Vainqueur des 1 000 kilomètres de Spa 2004 avec Courage Compétition
  - 2e et Vainqueur des 1 000 km d'Istanbul en 2006 avec Barazi-Epsilon

- American Le Mans Series
  - Vainqueur du Road America 500 en 2004 et 2005 avec Miracle Motorsports
  - Vainqueur des 12 Heures de Sebring en 2005 avec Miracle Motorsports
  - Vainqueur à Mid-Ohio en 2005 avec B-K Motorsports
  - Vainqueur Lime Rock en 2005 avec Miracle Motorsports